# Eucereon tanampayae
Eucereon tanampayae är en fjärilsart som beskrevs av Embrik Strand 1917. Eucereon tanampayae ingår i släktet Eucereon och familjen björnspinnare. Inga underarter finns listade i Catalogue of Life.